# Julius Braathe
Julius Braathe (n. 4 mai 1874, Comuna Trøgstad, Østfold, Norvegia – d. 8 iulie 1914, Comuna Oppegård, Akershus, Norvegia) a fost un trăgător de tir ce a reprezentat Norvegia, medaliat olimpic. A participat la două ediții ale Jocurilor Olimpice (1908, 1912) în care a câștigat o medalie de aur.